# أدالبرت من إيطاليا
أدالبرت (اللاتينية:Adalbertus؛ ولد بين عامي 936/932 - 975/971)؛ كان ملك إيطاليا منذ 950 حتى 961 بالمشاركة مع والده برنغار الثاني، فبعد خلعه في 961 واصل في المطالبة بالملكية حتى هزيمته في معركة في 965، يتم تسميته في أسرته أنسكاردية بـ أدالبرت الثاني من خلال ترقيمه كـ مارغريف إيفريا.

## السيرة الذاتية
ولد أدالبرت بين عامي 932 و936 هو ابن برنغار مارغريف إيفريا وويلا من توسكانا، في 950 انتخب هو ووالده برنغار كـ ملوك إيطاليا من قبل النبلاء لخلافة لوثر الثاني ملك إيطاليا، وقد توجا معاً في كنيسة القديس مايكل بـ بافيا في 15 ديسمبر، حاول والده أجبار أديلايد أرملة الملك السابق من زواج من ابنه لتأكيد إدعاءاتهم للملكية، إلا أن أديلايد رفضت ذلك وهربت إلى كانوسا تم تعقبها لاحقاً وحبسها في كومو.
في 951 غزا أوتو الأول من ألمانيا إيطاليا، وأجبرهم على إطلاق سراحها وتزوجها في نفس العام، وفي العام التالي أجبر أوتو ملوك إيطاليا لخضوع له، ولكن مع انتصارات التي احرزها أدالبرت ووالده برنغار في إيطاليا بين عامي 956 حتى 960 أدت إلى دخول أوتو مرة أخرى إلى إيطاليا في 961، وكان أول فعل قام به هو تتويجه كـ إمبراطور روماني مقدس في روما في 962 ثم قام بمحاصرة قلاع وأراضي الموالية لـ ملوك إيطاليا؛ وبذلك فر أدالبرت نحو بورغندي ومنها إلى كورسيكا من هناك تفاوض مع البابا ضد أوتو، حاول الرجوع إلى إيطاليا واسترجاع ملكه ولكن فشله بعد خسرته في المعركة في 956، وبعد فشله هذه المرة حاول التفاوض مع الإمبراطورية البيزنطية لكي يستطعوا تهديد أوتو من جنوب إيطاليا، مع ذلك فشل هذه المرة أيضا، بذلك خرج إلى المنفى مع زوجته إلى بورغندي بحيث توفي في أوتون بين عامي 971 و975، وله ابن وحيد أوتو-ويليام، وهو سليل عدة عائلات القروسطية المرموقة في أوروبا.